# Governatorato della Nuova Andalusia
La Gobernación de Nueva Andalucía del Río de la Plata, conosciuto anche come gobernación del Río de la Plata y del Paraguay (in italiano governatorato del Río de la Plata e del Paraguay) o gobernación de Nueva Andalucía (in italiano governatorato della Nuova Andalusia), fu una provincia o divisione territoriale dell'Impero spagnolo nella zona del bacino del Río de la Plata nell'America del Sud, con capitale Asunción. Fu creato sulla base della cessione avvenuta il 21 maggio 1534 tra Pedro de Mendoza e l'imperatore Carlo I di Spagna come parte di un gruppo di governatorati stabiliti nell'ambito dell'esplorazione e conquista spagnola del Sudamerica.
La cedola reale promulgata il 16 dicembre 1617 da Filippo III lo divise in due nuovi governatorati, chiamati governatorato del Río de la Plata e governatorato del Guayrá o del Paraguay.

## Governatori

### Nuova Andalusia
- Adelantado Governatore, Capitano generale e Capo della Giustizia Pedro de Mendoza  (1534-1537). Prima fondazione di Buenos Aires; Forte Corpus Christi fondato da Juan de Ayolas. Morto durante il viaggio di ritorno.
- Governatore Juan de Ayolas (1537-1539). In Paraguay. Asunción fondata da Gonzalo de Mendoza. Ucciso dagli indiani.
- Tenente Governatore Francisco Ruíz Galán (1537-1541). A Buenos Aires, prima del suo abbandono.
- Governatore Domingo Martínez de Irala (1539-1541). Eletto dai coloni.
- Adelantado Governatore Álvar Núñez Cabeza de Vaca (1541-1544). Campagna vittoriosa contro i Guaraní nel 1542. Arrestato e mandato in Spagna per il processo.

### Rio de la Plata
- Governatore Domingo Martínez de Irala (1544-1556). Incoraggiò i propri uomini a sposare e trovare concubine tra le donne locali. Due adelantados non riuscirono ad arrivare dalla Spagna, e la posizione di de Irala fu confermata dal re nel 1552. Morì di vecchiaia.
- Governatore Gonzalo de Mendoza (1556-1558). Ciudad Real de Guayrá fondata da Ruy Díaz de Malgarejo nel 1557. Morì di vecchiaia.
- Governatore Francisco Ortiz de Vergara (1558-1569). Eletto dai coloni. Fallita fondazione di San Francisco, Sancti Spiritus e Santa Cruz de la Sierra. Arrestato e rimandato in patria per il processo.
- Tenente Governatore Felipe de Cáceres (1569-1572). Nominato dalla Audiencia Reale di Charcas. Arrestato e rimandato in patria per il processo.
- Adelantado Governatore Juan Ortiz de Zárate (1572-1576). Salpò per la Spagna per far confermare la propria elezione. Fondazione di San Miguel de Tucumán.
- Tenente Governatore Diego Ortiz de Zárate (1576-1578). Juan Ortiz lasciò il ruolo alla figlia Juana, in realtà sovrastata da altri governatori de facto.
- Tenente Governatore Juan de Garay (1578-1583). Buenos Aires rifondata nel 1580.
- Tenente Governatore Alonso de Vera y Aragón (1583-1587). E governatore de facto ad Asunción fino al 1592.
- Adelantado Governatore Juan Torres de Vera y Aragón (1587-1592). Oidor della Audiencia, sposò Juana Ortiz de Zárate. Ultimo adelantado nominato.

### Rio de la Plata e del Paraguay
- Hernando Arias de Saavedra ("Hernandarias") (1592-1594).
- Fernando de Zárate (1594-1595).
- Juan Ramírez de Velasco (1596-1597).
- Hernando Arias de Saavedra (1597-1599). Seconda volta.
- Diego Rodríguez de Valdés y de la Banda (1599-1600).
- Francés de Beaumont (1600-1602). Nomina ufficializzata nel 1601.
- Hernando Arias de Saavedra (1602-1609). Terza volta. Prima riduzione gesuita. Limitato il commercio degli schiavi.
- Diego Martín de Negrón (1609-1613).
- Mateo Leal de Ayala (1613-1615).
- Hernando Arias de Saavedra (1615-1617). Quarta volta. Guayrá (Paraguay) scissa in un governatorato a parte nel 1617.